# Todd Hamilton
William Todd Hamilton (Galesburg, Illinois, 18 oktober 1965) is een professioneel golfer uit de Verenigde Staten. Hij won in 2004 het Brits Open.
Hamilton groeide op in het dorpje Oquawka in Henderson County, Illinois, waar ±1500 mensen wonen en waar zijn vader een supermarkt in 'Mainstreet' had. Hij bezocht de Union High School in Biggsville en speelde golf op Hend-Co Hills, dat toen uit negen holes bestond. Hij studeerde aan de Universiteit van Oklahoma, waar hij in het universiteitsteam speelde.

## Professional
Hamilton werd in 1987 professional. Het lukte hem de eerste jaren niet om een spelerskaart voor de Amerikaanse PGA Tour te halen. Hij speelde voornamelijk op de Japan Golf Tour, waar hij elf overwinningen behaalde. Geen enkele buitenlander verdiende meer dan hij op die Tour. Uiteindelijk lukte het via de Tourschool van 2003 om in 2004 op de Amerikaanse Tour te gaan spelen, hetgeen tot zijn topseizoen zou leiden. Eerst won hij de Honda Classic en daarna won hij het Brits Open op Troon door Ernie Els in de vierde hole van de play-off te verslaan. Ook kreeg hij de Rookie of the Year Award. 

Hij heeft niets meer gewonnen maar eindigde in 2009 als 15de op de Masters, waardoor hij in 2010 weer mee mag doen.

In 2006 was Hamilton captain van het Amerikaanse team in het ITV's celebrity golftoernooi, the All*Star Cup.

### Gewonnen

#### Japan Golf Tour
- 1992: Maruman Open
- 1993: Acom International
- 1994: PGA Philanthropy Tournament, Japan PGA Match-Play Championship Promise Cup
- 1995: Token Corporation Cup
- 1996: PGA Philanthropy Tournament
- 1998: Gene Sarazen Jun Classic
- 2003: Fujisankei Classic, Diamond Cup Tournament, Gateway to the Open Mizuno Open, Japan PGA Match-Play Championship

#### PGA Tour
- 2004: Honda Classic, The Open Championship

#### Elders
- 1992: Singapore Rolex Masters, Maekyung Open
- 1994: Thailand Open
- 1999: Oklahoma Open